# Olimpiada Filozoficzna
Olimpiada Filozoficzna – przedmiotowa olimpiada szkolna z zakresu filozofii, dla uczniów szkół ponadpodstawowych, organizowana od roku szkolnego 1988/1989. Organizacja Olimpiady Filozoficznej uregulowana jest rozporządzeniem Ministra Edukacji Narodowej. Tytuł finalisty bądź laureata Olimpiady Filozoficznej (dalej skrótem: OF) jest równoznaczny z osiągnięciem maksymalnej liczby punktów na egzaminie maturalnym z filozofii.

## Historia
Olimpiada Filozoficzna była początkowo organizowana przez Towarzystwo Krzewienia Kultury Świeckiej (w latach szkolnych 1988/1989 oraz 1989/1990). W roku 1990 Zarząd Główny Polskiego Towarzystwa Filozoficznego podjął uchwałę o przejęciu patronatu nad Olimpiadą Filozoficzną. Od roku szkolnego 1990/1991 Polskie Towarzystwo Filozoficzne (PTF) pozostaje organizatorem tego konkursu.
Przewodniczącym Komitetu Głównego Olimpiady Filozoficznej (KGOF) pod patronatem PTF był w latach 1990–2006 prof. dr hab. Władysław Krajewski. Od kwietnia 2006 roku funkcję Przewodniczącej KGOF pełni prof. dr hab. Barbara Anna Markiewicz.
W roku 2009 Ministerstwo Edukacji Narodowej zdecydowało o cyklicznym rozpisywaniu konkursów na organizację olimpiad przedmiotowych na okres trzech lat. Polskie Towarzystwo Filozoficzne wygrało dwa kolejne konkursy (w 2010 i 2013 roku).
Od roku 1999 PTF  wydaje czasopismo Olimpiada Filozoficzna: biuletyn Komitetu Głównego Olimpiady Filozoficznej.

## Cele i program
Głównym celem organizacji Olimpiady Filozoficznej jest krzewienie nauk filozoficznych, poprzez promowanie wiedzy na temat podstawowych dyscyplin filozoficznych, postawy otwartości, krytycznego i logicznego myślenia oraz wrażliwości aksjologicznej. Program Olimpiady Filozoficznej jest wprawdzie zgodny z programem nauczania filozofii w szkołach średnich, wykracza jednak poza stawiane w nich wymagania, dając szczególnie umotywowanym uczniom okazję do wykazania samodzielnie nabytej dodatkowej wiedzy czy umiejętności.

## Struktura
Olimpiada Filozoficzna składa się z trzech etapów. Jakkolwiek sposób organizacji każdego z etapów ewoluował w czasie, od 2009 roku obowiązuje następujący schemat organizacyjny:
- I etap: zawody szkolne – polegają na napisaniu przez uczniów w domu rozprawy filozoficznej na jeden, wybrany przez siebie temat. Tematy (od siedmiu do dziesięciu) publikowane są przez KGOF najpóźniej we wrześniu. Ich autorami są wybitni profesorowie uniwersyteccy. Prace należy złożyć do Komitetów Okręgowych OF (KOOF) w określonym w kalendarzu OF terminie.
- II etap: zawody okręgowe – ich zadaniem jest sprawdzenie ogólnego  poziomu wiedzy i umiejętności uczniów z zakresu filozofii. Od roku szkolnego 2013/2014 odbywają się one w ciągu jednego dnia i polegają na rozwiązaniu testu oraz napisaniu eseju filozoficznego na jeden z podanych tematów.
- III etap: zawody centralne – ich zadaniem jest wyłonienie finalistów i laureatów Olimpiady Filozoficznej. Polegają one na przystąpieniu do egzaminu ustnego, który opiera się na obronie pracy etapu szkolnego, odpowiedzi na pytania merytoryczne oraz (od roku szkolnego 2013/2014) na interpretacji fragmentu tekstu filozoficznego.

Podstawowe informacje, tj. lista tematów etapu szkolnego, zakres materiału, wymagane umiejętności zamieszczone są w Programie oraz w Regulaminie Olimpiady Filozoficznej.

## Organizator
Organizatorem Olimpiady Filozoficznej jest Polskie Towarzystwo Filozoficzne, które powołuje Komitet Główny Olimpiady Filozoficznej z Przewodniczącym na czele. KGOF powołuje składy Komitetów Okręgowych Olimpiady Filozoficznej, publikuje listę tematów etapu szkolnego, tworzy testy i tematy esejów na zawody okręgowe, organizuje etap centralny, nadzoruje pracę KOOF i wydaje Biuletyn Olimpiady Filozoficznej (BOF). Komitety Okręgowe (ich lista publikowana jest corocznie w BOF i na stronie internetowej PTF) organizują zawody szkolne i okręgowe oraz dystrybuują Biuletyny i informacje o Olimpiadzie Filozoficznej na poziomie lokalnym. Dla szczególnie zainteresowanych uczniów organizowane są również letnie szkoły filozoficzne.

## Uprawnienia finalisty i laureata
Z tytułem finalisty i laureata łączą się pewne uprawnienia: ocena celująca z przedmiotu szkolnego „filozofia” (jeżeli jest on nauczany w danej szkole), wstęp na wydziały filozoficzne uczelni wyższych w całej Polsce oraz maksymalna liczba punktów na maturze z filozofii.
Tytuł laureata OF łączy się z większymi możliwościami w zakresie wyboru kierunków studiów, np. sześciu pierwszych laureatów OF ma wstęp na Międzywydziałowe Indywidualne Studia Humanistyczna na UW itp.
Laureaci OF mogą także liczyć na dodatkowe punkty w trakcie procesu rekrutacyjnego na uczelnie zagraniczne.

## Międzynarodowa Olimpiada Filozoficzna (MOF)
W trakcie każdej kolejnej edycji Olimpiady Filozoficznej odbywają się eliminacje do Międzynarodowej Olimpiady Filozoficznej. Do eliminacji może przystąpić finalista lub laureat OF. Polegają one na napisaniu w języku obcym (angielskim, francuskim, hiszpańskim, niemieckim) eseju filozoficznego na jeden z podanych tematów. Eliminacje odbywają się w dniu zawodów centralnych.

## Biuletyn Olimpiady Filozoficznej
Od 1991 roku wydawany jest Biuletyn Olimpiady Filozoficznej, w którym publikowane są przydatne informacje o Olimpiadzie Filozoficznej (aktualny program, regulamin, skład i adresy komitetów okręgowych i komitetu głównego itp.) oraz wyróżnione prace uczestników OF i MOF, wykłady, eseje, recenzje książek itp. Biuletyny można odebrać w siedzibach Komitetów Okręgowych, w siedzibie Komitetu Głównego oraz na stronie internetowej PTF.